# Journée mondiale des troubles bipolaires
Depuis 2015 inclus, le 30 mars est la journée mondiale des troubles bipolaires (JMTB), (en anglais : World Bipolar Day), en hommage à la date de naissance de Vincent van Gogh (le 30 mars 1853), qui était lui-même atteint de cette pathologie qui touche 1  % à 2  % de la population.

## Objet
Les enjeux de cette journée mondiale sont nombreux : lutter contre la stigmatisation et changer le regard que l'on peut avoir sur ce trouble qui est une maladie comme les autres. Faciliter l'accès aux soins et réduire le délai entre les premières manifestations du trouble et la mise en place d’un traitement adapté spécifique.
Cette journée est ainsi l'occasion d'informer un large public, et faire reculer la méconnaissance de la maladie.

## Présentation

### Brève description de la bipolarité
Ils ont longtemps été connus sous le nom de troubles maniaco-dépressifs. Cette pathologie reste cependant très méconnue. Méconnue parce que beaucoup de personnes atteintes n'osent pas en parler avec leurs proches, encore moins leurs collègues ou ami(e)s : que leurs émotions sont "démesurées", qu'elles passent alternativement d'un état d'excitation euphorique anormale à un état léthargique et mélancolique (complètement dépressif !). Et aussi, parce que le délai avant le diagnostic est souvent trop long.
Les variations de l'humeur sont courantes, chez la plupart des personnes, mais peuvent atteindre (en absence de traitement) un niveau excessif chez les bipolaires. Les périodes de crise (vers le haut ou vers le bas) alternent avec des périodes de rémission.

### Une cause avérée de suicide
1 à 2 % de la population souffrirait de la forme majeure de la maladie.
Dans de nombreux cas, ces troubles seraient associés à des pratiques addictives, et ils sont fortement surreprésentés parmi les auteurs de tentatives de suicide.

### Facteurs de risque
Le corps médical parait d'accord pour affirmer que ces troubles ne surviennent que si trois facteurs de risque sont réunis:
- une terrain génétique propice,
- une hypersensibilité générale,
- la présence d'événements qui agissent comme facteur déclenchant.

### La recherche progresse
- Les chercheurs ont pu établir que l'apparition de la maladie était favorisée par la présence de certains variants de plusieurs gènes (une quinzaine de gènes au moins ont été identifiés).
- La mise au point de traitements progresse de son côté ; même si les médicaments ne peuvent pas tout, ils permettent de stabiliser de nombreux malades. Par contre, les antidépresseurs sont à manier avec précaution, car ils risquent d'aggraver le mal (en favorisant, chez les bipolaires, le virage vers l’état maniaque - euphorie excessive).
- La journée mondiale des troubles bipolaires fournit une occasion importante de parler un peu plus de cette maladie et sensibiliser les instances concernées par son traitement.

## Éditions de la JMTB
La 2ème journée annuelle des troubles bipolaires a eu lieu le 30 mars 2016.
Samedi 30 mars 2019 a eu lieu la 5e édition de la Journée mondiale des troubles bipolaires (coorganisée, en France, par la Fondation FondaMental et l'association Argos 2001).
11ème Journée Mondiale des Troubles bipolaires : 29 mars 2025. 
Programme de la journée ici ainsi qu'une rétrospective des JTMB précédentes.